# James George Needham
Pour les articles homonymes, voir Needham.
James George Needham est un entomologiste américain, né le 16 mars 1868 à Virginia (Illinois) et mort en 1957.
Il étudie l’entomologie avec John Henry Comstock (1849-1931) à l’université Cornell de 1896 à 1898. 

Il est co-inventeur du Système Comstock-Needham de nommage des cellules et nervures des ailes des insectes,
À partir de 1898 et jusqu’en 1907, il enseigne la biologie à l’université de Lake Forest avant de retourner à Cornell. Il y enseigne d’abord la limnologie avant de succéder à J.H. Comstock lors de son départ à la retraite en 1914. Il dirige le département d’entomologie jusqu’à son propre départ à la retraite en 1915. Il se spécialise notamment dans l'étude des libellules.

## Source
- (en) Biographie de l’université Cornell